# Harry Chandler
Harry Chandler (17 mai 1864 - 23 septembre 1944) est un éditeur de journaux américain et un homme d'affaires.

## Début de la vie
Harry Chandler est né à Landaff, New Hampshire, de Moses K. et Emma J. (Little) Chandler,,. Il a fréquenté le Dartmouth College et, par défi, il a sauté dans une cuve d'amidon qui avait gelé pendant l'hiver, ce qui a entraîné une grave pneumonie . Il s'est retiré de Dartmouth et a déménagé à Los Angeles pour sa santé.

## Carrière

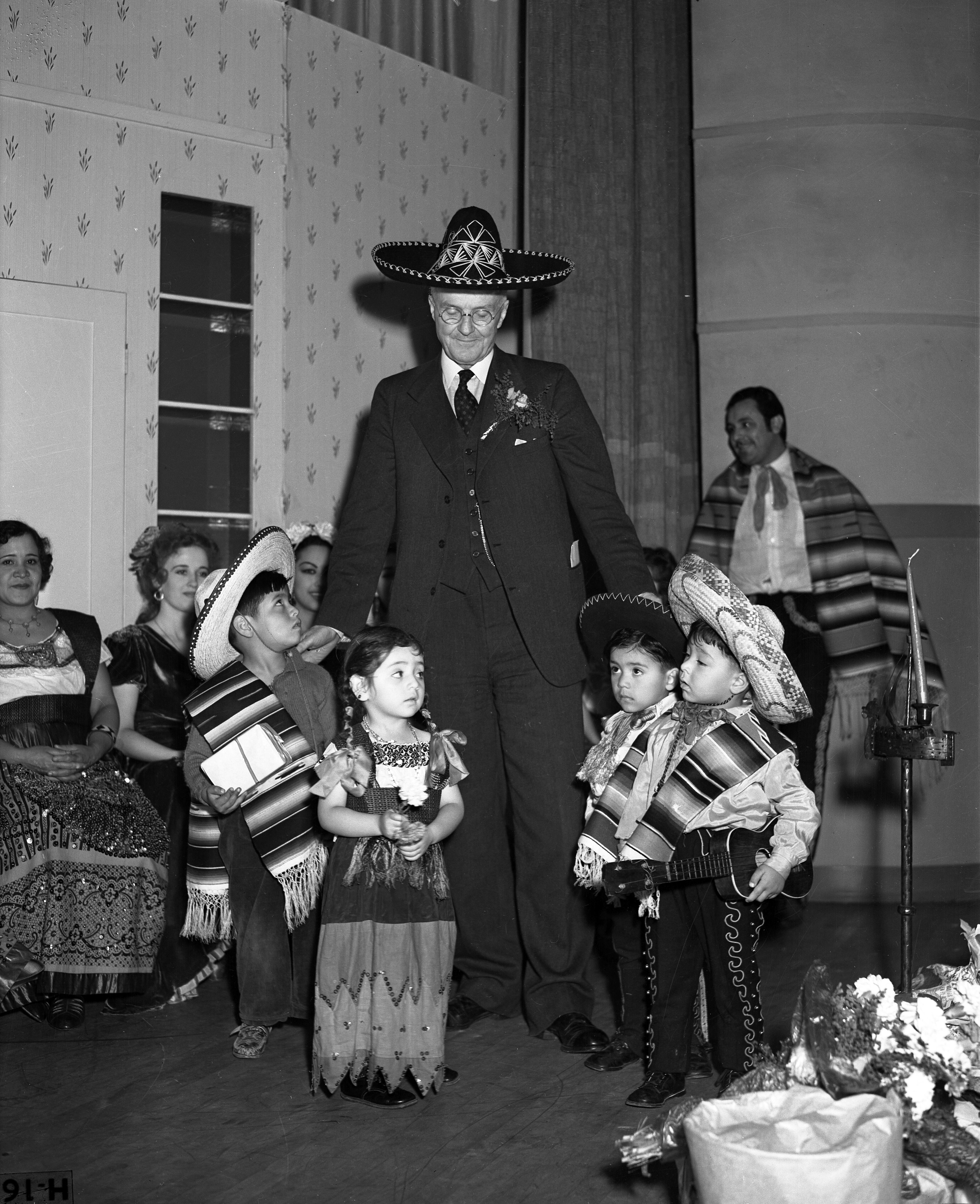
Chandler saluant les enfants d'Olvera Street, 1938.

À Los Angeles, alors qu'il travaillait dans les champs de fruits, il a créé une petite entreprise de livraison qui est rapidement devenue responsable de la livraison de nombreux journaux du matin de la ville, ce qui l'a mis en contact avec l'éditeur du Los Angeles Times, Harrison Gray Otis. Otis a aimé ce jeune homme entreprenant et l'a embauché comme directeur général du Times. Harry a épousé la fille d'Otis, Marian Otis, en 1894 (deux ans après la mort de sa première femme). Le couple a eu six enfants ensemble et a également élevé deux filles du premier mariage de Harry. À la mort d'Otis en 1917, Harry a pris les rênes en tant qu'éditeur du Times, le transformant en le principal journal occidental et parfois le plus prospère. Pendant trois années consécutives dans les années 1920, sous sa direction, le Times a dominé tous les autres journaux américains en termes d'espace publicitaire et de nombre d'annonces classées.
Une grande partie de son énergie et de ses rêves illimités étaient cependant dirigés vers la transformation de Los Angeles. En tant que bâtisseur communautaire et spéculateur immobilier à grande échelle, il est sans doute devenu le principal citoyen de Los Angeles dans la première moitié du XXe siècle. Chandler a participé directement à la fondation de ce qui suit : le Los Angeles Coliseum (et l'organisation des Jeux olympiques d'été de 1932 à LA), le Biltmore Hotel, la Douglas Aircraft Company, le Hollywood Bowl, l'Ambassador Hotel, le California Institute of Technology (Caltech ), l'Automobile Club of Southern California (en), la station de radio KHJ, Trans World Airlines, le port de San Pedro, le Los Angeles Athletic Club (en), le California Club (en), les Pacific Electric Cars, la Los Angeles Art Association, l'hippodrome de Santa Anita Park, la Los Angeles Steamship Company, l'hôtel Ahwahnee dans le parc national de Yosemite et la restauration d'Olvera Street au centre-ville.
En tant qu'investisseur immobilier, il était associé dans des syndicats qui possédaient et développaient une grande partie de la vallée de San Fernando, ainsi que des collines d'Hollywood (Hollywoodland). Le signe Hollywoodland a été utilisé pour promouvoir le développement. Les autres projets immobiliers de Chandler comprenaient Mulholland Drive, une grande partie de Dana Point, le California Club (en) (281 000 acres (1 140 km 2 ) en Californie du Sud), le Vermejo Park Ranch (en) (340 000 acres (1 400 km 2 ) au Nouveau-Mexique) et le ranch C&M (832 000 acres (3 370 km 2 ) dans le nord de Baja, au Mexique). À un moment donné, ces investissements ont fait de lui le plus grand propriétaire foncier privé des États-Unis, alors qu'en même temps, il était dirigeant ou administrateur de trente-cinq sociétés californiennes, notamment pétrolières, maritimes et bancaires.
Harry Chandler était un eugéniste notable lorsqu'il était président du Los Angeles Times et était membre de la Human Betterment Foundation (en), une organisation dirigée par E. S. Gosney (en).
Une proclamation préparée pour un dîner de la Chambre de commerce de Los Angeles - Célébrant Harry Chandler (1931) comprenait cet extrait,:
« Six pieds deux pouces de taille, Chandler était un grand homme, et de nombreuses histoires ont été racontées sur ses prouesses à livrer des journaux, à se battre avec des syndicalistes ou à planter du foin dans l'un de ses nombreux ranchs. Congrégationaliste en religion, il s'abstint d'alcool, vivait frugalement et se déplaçait à pied autant que possible. Son organisme de bienfaisance préféré était l'Armée du Salut. Il était un travailleur infatigable et direct dans ses positions éditoriales. Pour ses commentaires sur les décisions judiciaires dans certaines affaires de travail encore en instance d'appel, il fut reconnu coupable en 1938 de deux chefs d'outrage au tribunal. Sa condamnation a été annulée par la Cour suprême des États-Unis en 1941 - une décision historique pour la liberté de la presse. Pour leur rôle dans la décision, Chandler et le Times ont remporté leur premier prix Pulitzer. » 

## Vie privée
Le 6 février 1888, Harry épouse Magdalena Schlador dont le frère travaillait au Los Angeles Times . Ils ont une fille, Francesca, née le 7 avril 1890, et une deuxième fille, Alice May, née le 24 juillet 1892. Malheureusement, Magdalena, que Harry appela May, meurt de fièvre puerpérale deux semaines après la naissance d'Alice May le 4 août 1892 à l'âge de vingt-neuf ans3.
Chandler épousé Marian Otis en 1894. Francesca et Alice May sont bientôt rejointes par Constance (née le 19 mars 1896), Ruth (15 octobre 1897), Norman (14 septembre 1899), Harrison Gray Otis (12 février 1904) et les jumeaux, Helen et Philip ( né le 17 février 1907).
Son manoir à Los Feliz appartiendra, de nombreuses années plus tard, au Father Yod (en).

## Mort et héritage

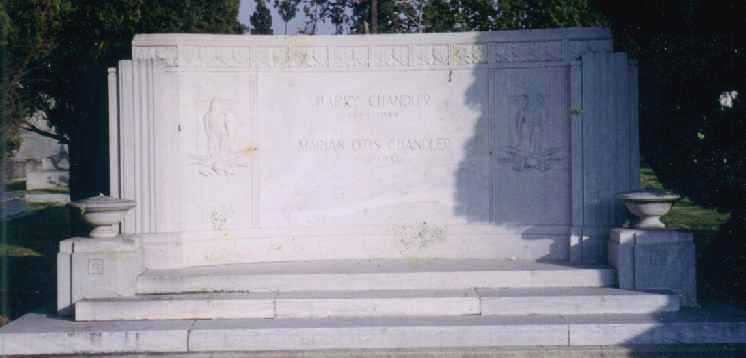
Tombe au cimetière Hollywood Forever

Chandler est décédé le 23 septembre 1944 d'une crise cardiaque,. Lui et Marian sont enterrés au Hollywood Forever Cemetery sur Santa Monica Boulevard. Le mémorial de Harrison Gray Otis est à proximité. Le fils aîné de Harry, Norman Chandler (en), a pris en charge le Los Angeles Times après la mort de Harry.
Chandler Boulevard, une rue principale de la vallée de San Fernando, porte le nom de Harry Chandler.
Une salle à manger a été nommée en son honneur au California Institute of Technology en 1960. Quarante et un ans plus tard, le conseil d'administration de Caltech a voté en 2021 pour que le nom de Chandler soit retiré du bâtiment pour son implication avec la Human Betterment Foundation (en). La salle à manger a été officiellement renommée en novembre 2021 en l'honneur de l'éducateur Lee F. Browne.